# Менчичі
Ме́нчичі — село в Україні, в Іваничівській селищній громаді Володимирського району Волинської області. Населення становить 474 осіб.

## Історія
За переказами, на місці села Менчичі було масово закатовано борців за волю Волинських земель. Звідси й походить перша назва села — Мечиці (від польського — męczyć — мучити). Така номінація проіснувала до середини XX ст., доки не набула сучасної, дещо видозміненої фонетично, назви. Про минуле тих подій нагадували кургани, які були знищені з приходом радянської влади. Як відомо, офіційною датою заснування населеного пункту вважається його перша письмова згадка. Тому, згідно із описом Володимирського замку, заснування одного з його поселень (йдеться саме про Мечиці) датувалось 1545 роком. Є також давніші документальні згадки села в Литовських грамотах на володіння землею 1443, 1458, 1496 рр.., згідно з якими воно є найдревнішим в околиці. 

До середини XVI ст. Менчичі були під владою Литовських поміщиків. Пізніше село перейшло до рук поляків, зокрема й князів Вишневецьких. Досі в сільській церкві зберігаються їхні метрики і пом'яники, які вказують на те, що Вишневецькі належали до православної віри. А в 1577 році воно належало до литовежського замку князя Михайла Чорторийського.
Після ліквідації Іваничівського району 19 липня 2020 року село увійшло до Володимир-Волинського району.

## Населення
Згідно з переписом УРСР 1989 року чисельність наявного населення села становила 464 особи, з яких 216 чоловіків та 248 жінок.
За переписом населення України 2001 року в селі мешкали 472 особи.

### Мова
Розподіл населення за рідною мовою за даними перепису 2001 року:
| Мова       | Кількість | Відсоток |
| ---------- | --------- | -------- |
| українська | 471       | 99.37%   |
| російська  | 3         | 0.63%    |
| Усього     | 625       | 100%     |

## Географія
Територія села була своєрідним островом, який омивався колись повноводними річками Болотюх, Верстава і Нездобна — притоками р. Луги. Щедрі ліси, родюча земля, повні риби річки, а також зовнішня захищеність від нападу ворога стали зручним місцем для перших поселенців. Ще й дотепер на території Менчич знаходять знаряддя праці доби палеоліту. До початку XX ст. на річках Верстава і Болотюх стояли водяні млини, але зараз від цих річок лишились маленькі струмочки, а річка Нездобна зникла взагалі. Про останню нагадує лише назва місцевості де вона знаходилась. Також є інші назви кутків та урочищ села, які вказують на історичну послідовність його формування: Село і Серилівка, Витонівщина, Окіп, Стовпи, За Болотюхом, Клинці, Морги, Гораздичі та ін.

## Релігія
Незважаючи на часті зміни влади й раптові повороти історії, мешканці села продовжували будувати та збагачувати своє матеріальне і духовне життя. Відтак, 1712 року була побудована Ризоположенська церква. Оскільки в навколишніх селах ще не було храмів — сюди приходили жителі багатьох інших сіл. Внаслідок чималої, як на той час, кількості прихожан, сільський храм поступово збагачувався церковним майном — виливали дзвони, купували книги та ікони. В середині 1880-х років церква згоріла від удару блискавки. Проте людям вдалося врятувати більшість ікон, Євангеліє і навіть іконостас. Через потяг до самостійності та незалежності, жителі сіл Менчичі та Маркостав, які й дотепер належать до однієї парафії, не забарилися із відбудовою нової церкви. Незабаром у 1887 році зависочіла над селом нова Ризоположенська церква, яка пережила дві світові війни, і ніколи не була закритою — ні за поляка, ні за німця, ні за «совєта».

## Освіта
Непереборним у селян було бажання мати освіту. В 1902 році землевласник с. Менчичі, В. О. Кульчицький пожертвував гроші та землю під забудову школи. Та оскільки був зчинений переруб лісу на побудову шкільного приміщення, селяни мали доплатити велику на той час суму грошей (що й значно загальмувало будівництво). Тоді сільський священик написав, від імені жителів села, прохання на ім'я царя Миколи II про зняття з селян боргового зобов'язання, адже значні кошти пішли на відбудову церкви. Тому, вже 1907 року в Менчичах було відкрито школу, де навчалось близько сорока дітей. Першим вчителем був М. Скорупський. Своя школа і своя церква посприяли значному збільшенню населення — у 1910 році село налічувало 910 жителів. Проте через трагічний перебіг історичних подій школа проіснувала недовго — її було зруйновано… 

На сьогодні село Менчичі — маленька піщинка серед великої кількості Волинських земель, яке й не на кожній карті зустрінеш. Та все ж воно має свою власну, не менш цікаву, хоч і доволі трагічну історію, а також унікальне розташування.

## Відомі люди
- Байдовський Сергій Романович (21.08.1990 — 20.02.2014) — Герой України — Небесна Сотня.
- Новосад Юрій Анатолійович (1986—2022) — старший солдат Збройних Сил України, учасник російсько-української війни.